# Jekaterina Gennadjewna Wolkowa

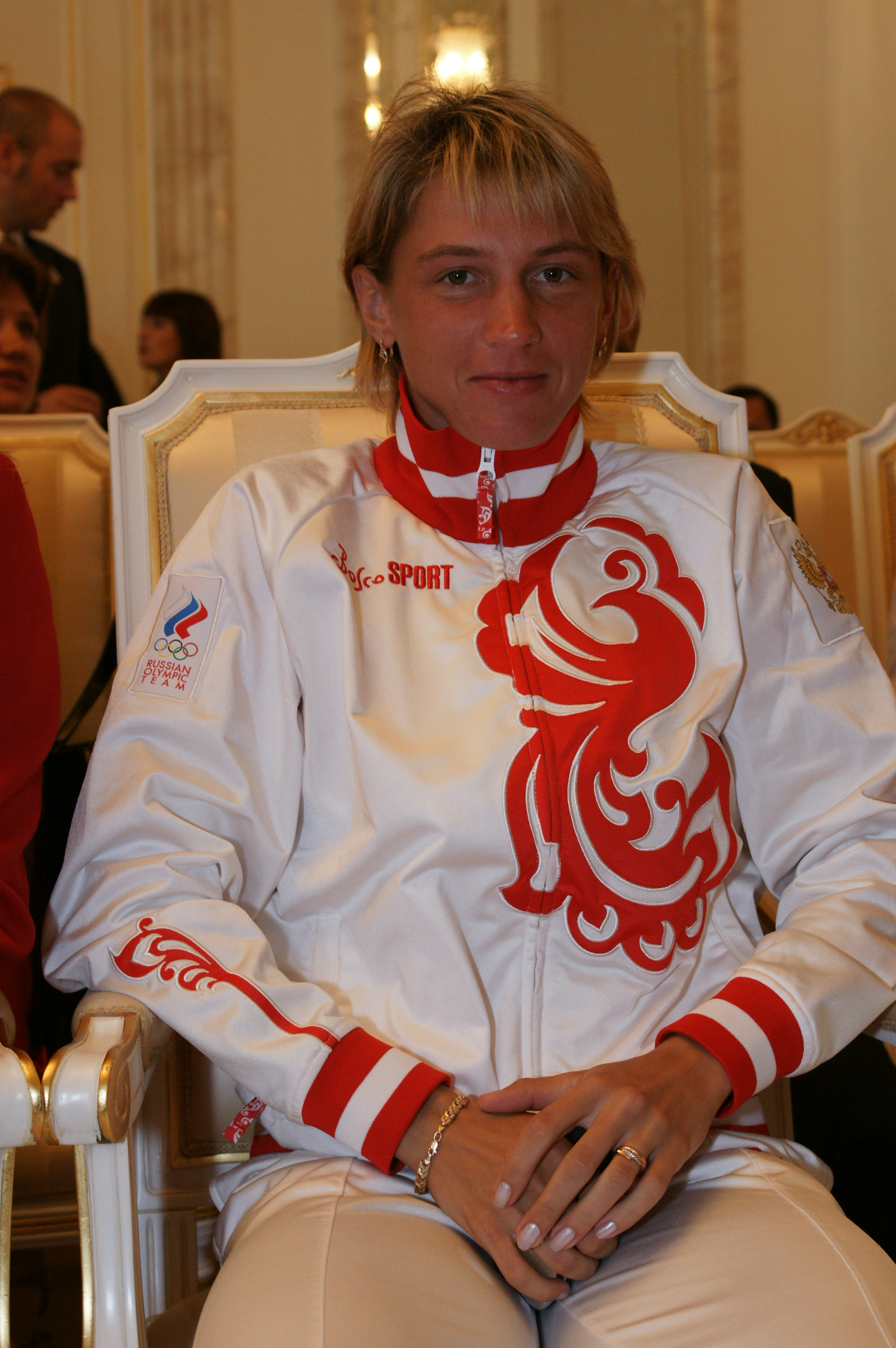
Wolkowa den 2008

Jekaterina Gennadjewna Wolkowa (russisch Екатерина Геннадьевна Волкова, engl. Transkription Yekaterina Volkova) (* 16. Februar 1978 in Schelesnogorsk), ist eine ehemalige russische Hindernis- und Langstreckenläuferin. Ihr größter internationaler Erfolg war der Gewinn des WM-Titels im Jahr 2007.

## Sportkarriere
Die für den Armeesportverein der Stadt Kursk startende Wolkowa, die einen Monat zuvor russische Meisterin im Hindernislauf geworden war, gab ihr internationales Debüt bei den Leichtathletik-Weltmeisterschaften 2005 in Helsinki; über 3000 Meter Hindernis – die Disziplin stand erstmals im WM-Programm – gewann sie die Silbermedaille in 9:20,49 min hinter Dorcus Inzikuru (UGA) in 9:18,24 min und vor Jeruto Kiptum Kiptubi (KEN) in 9:26,95 min.
2007 wurde sie erneut russische Meisterin und verbesserte sich dabei auf 9:13,35 min; obendrein holte sie sich auch den nationalen Titel im 5000-Meter-Lauf. Bei den Weltmeisterschaften in Osaka gewann sie mit ihrer persönlichen Bestleistung von 9:06,57 min die Goldmedaille. 2009 schied sie bei den Weltmeisterschaften in Berlin im Vorlauf aus.

## Doping
2016 fiel ein Nachtest von Wolkowas Dopingprobe von den Olympischen Spielen 2008 in Peking positiv auf die Substanz Dehydrochlormethyltestosteron aus. Das Internationale Olympische Komitee forderte daraufhin den Leichtathletikweltverband IAAF auf, Wolkowas Bronzemedaille zu annullieren. Diesem Ansinnen wurde stattgegeben.

## Bestzeiten
- 1500 m: 4:09,03 min, 24. Juli 2005, Tula
- 1 Meile: 4:29,60 min, 15. Juni 2005, Tula
- 2000 m: 5:41,61 min, 27. Mai 2007, Sotschi
- 3000 m: 8:54,64 min, 24. Juni 2006, Kasan
- 5000 m: 15:00,02 min, 3. August 2007, Tula
- 3000 m Hindernis: 9:06,57 min, 27. August 2007, Osaka